# مارک فومارولی

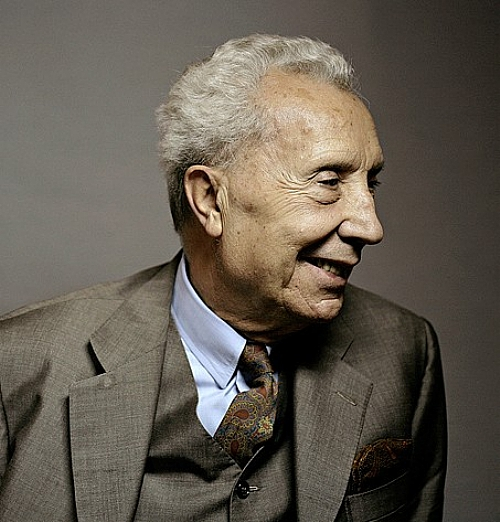
تصویری از مارک فومارلی

مارک فومارولی (فرانسوی: Marc Fumaroli‎؛ زادهٔ ۱۰ ژوئن ۱۹۳۲ – درگذشته ۲۴ ژوئن ۲۰۲۰) تاریخ‌نگار اهل فرانسه بود.
او در ۲ مارس ۱۹۹۵ به عضویت فرهنگستان فرانسه انتخاب شد. همچنین وی عضو فرهنگستان کتیبه‌شناسی و زبان‌های باستانی فرانسه بود.
مارک فومارولی همچنین برندهٔ جوایزی همچون لژیون دونور (فرمانده)، گلوریا آرتیس، و جایزه بالزان شده‌است.